# Walsdorf (Luxemburg)
Walsdorf (Luxemburgs: Waalsdref) is een plaats in de gemeente Tandel en het kanton Vianden in Luxemburg.

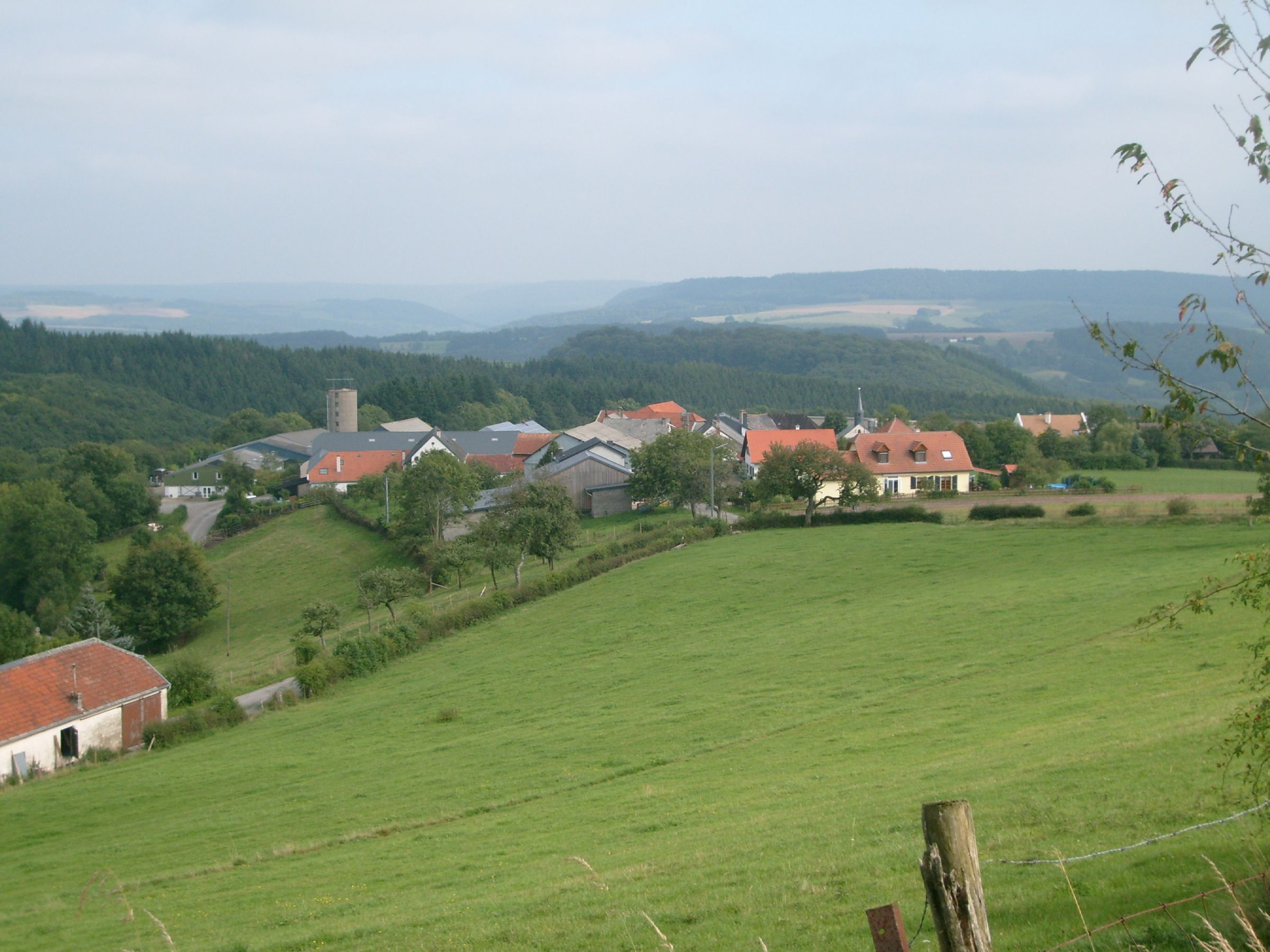
Walsdorf

Walsdorf telt 63 inwoners (2001).
Bastendorf · Bettel · Brandenbourg · Fouhren · Hoscheidterhof · Landscheid · Longsdorf · Selz · Tandel · Walsdorf

Luxemburgse gemeenten · Kanton Vianden · Luxemburg